# آب‌شناسی
آب‌شناسی یا هیدرولوژی (به انگلیسی: Hydrology) از دو واژهٔ Hydro به معنی آب و Logos به معنی شناسایی تشکیل شده‌است و به معنای وسیع کلمه، علم آب است؛ یعنی علمی که در مورد پیدایش، خصوصیات و نحوهٔ توزیع آب در طبیعت بحث می‌کند.

## دید کلی
تعریفی از هیدرولوژی که به صورت عام رواج داشته باشد و مورد تأیید انجمن دولتی علوم و فناوری آمریکا نیز قرار گرفته‌است و برگزیده شده‌است، بدین صورت است که: آب‌شناسی (هیدرولوژی) علم مطالعهٔ آب بر روی کرهٔ زمین است و در مورد پیدایش، چرخش و توزیع آب در طبیعت، خصوصیات فیزیکی و شیمیایی آب، واکنش‌های آب در محیط و ارتباط آن با موجودات زنده بحث می‌کند.

## تاریخچهٔ و تکامل آب‌شناسی
تا جایی که تاریخ نشان می‌دهد، نخستین تجارب آب‌شناسی مربوط به سومری‌ها و مصری‌ها در منطقهٔ خاورمیانه است. به‌طوری‌که قدمت سدسازی روی رودخانهٔ نیل به ۴٬۰۰۰ سال پیش از میلاد مسیح می‌رسد، در همین زمان فعالیت‌های مشابهی در چین نیز وجود داشته‌است. از بدو تاریخ تا حدود ۱٬۴۰۰ سال بعد از میلاد مسیح فلاسفه و دانشمندان مختلفی از جمله هومر طالس، افلاطون، ارسطو و پلنی در مورد سیکل هیدرولوژی اندیشه‌های گوناگونی ارائه کرده‌اند و کم‌کم مفاهیم فلسفی هیدرولوژی جای خود را به مشاهدات علمی دادند.

## سیر تحولی و رشد
شاید بتوان گفت هیدرولوژی جدید از قرن ۱۷ با اندازه‌گیری‌های مختلف آغاز شد در این دوره پرالت ترانست مقدار بارندگی تبخیر و صعود موئینه‌ای را در حوضه آبریز رودخانهٔ سن اندازه‌گیری کند ماریوت با اندازه‌گیری سرعت و سطح مقطع جریان دبی رودخانه سن را در پاریس اندازه‌گیری کرد.
در قرن ۱۸ مطالعات تجربی در زمینه‌های هیدرولوژی شکوفایی خاصی را پیدا کرد. بر اساس این مطالعات بود که بسیاری از اصول هیدرولیکی پایه‌گذاری گردید. از آن جمله می‌توان وسایلی مانند پیزو ستروبرنولی، لوله پیتو، لولهٔ بوردا، و نظریه‌هایی مانند نظریهٔ دانیل برنولی، فرمول شزی و قوانین دالامبرت را نام برد. از آن زمان به بعد هیدرولوژی از جنبهٔ کیفی به کمی سوق داده شده و اندازه‌گیری بسیاری از پدیده‌های هیدرولوژی امکان‌پذیر گردید.
قرن ۱۹ را می‌توان دورهٔ طلایی هیدرولوژی دانست در این زمان زمین‌شناسی نیز به عنوان یک علم تکمیل‌کننده در آبهای زیرزمینی وارد گردید. قانون دارسی و فرمول‌های دو پوئی- تیم (Dmpmit-Thiem) نمونه‌ای از پیشرفت‌های آب‌های زیرزمینی همراه با هیدرولوژی می‌باشد. در زمینهٔ هیدرولوژی آب‌های سطحی نیز به‌خصوص به هیدرومتری توجه فراوانی مبذول گردید. فرمول‌های فرانسیس در مورد سرریزها، گانگیه (Gangmillet) کوته (kmtter) و مانینگ (Manning) دربارهٔ جریان آب در کانال‌های روباز از جمله این مواردند.
فعالیت‌های دالتون در زمینهٔ تبخیر نیز بسیار حائز اهمیت بود. گرچه قسمت اعظم هیدرولوژی جدید در قرن ۱۹ پایه‌گذاری شد؛ ولی تا امروز هنوز هیدرولوژی علمی از تکامل زیادی برخوردار نبود.
در اواخر قرن ۱۹ و به‌خصوص در ۳۰ سال اول قرن ۲۰ صدها فرمول تجربی پیشنهاد گردید که می‌بایست ضرایب و پارامترهای آن‌ها بر اساس قضاوت و تجربه بدست می‌آمده و برای حل این مشکل در بسیاری از کشورها موسسات و انیستیتوهای تحقیقی در زمینهٔ هیدرولوژی تأسیس گردید. در این دوره دانشمندان زیادی ظهور کردند از جمله می‌توان در سال ۱۹۳۲ شرمن (Sherman) نظریهٔ روش هیدروگراف واحد برای تخمین رواناب پیشنهاد کرد.
نظریهٔ تیس (Thies) در حل مسائل مربوط به هیدرولوژی چاه‌ها و روش پیشنهادی گامبل (Gammble) در سال ۱۹۴۱ برای تجزیه و تحلیل آماری داده‌ها و روش‌های انیشتین (Einstein) را در مطالعات رسوب رودخانه‌ها نام برد؛ و از سال ۱۶۵۰ به بعد روش‌های نظری در هیدرولوژی بسیار معمولی گردید به‌طوری‌که اکثر فرمول‌ها و روش‌های تجربی در قالب ریاضی در رد تجزیه و تحلیل قرار گرفت.

## کاربردهای آب‌شناسی
امروزه این علم در طراحی و طرز عمل سازه‌های هیدرولیکی نظیر سدهای ذخیره‌ای و انحرافی، کانال‌های آبیاری و زهکشی و پل، مهندسی رودخانه و کنترل سیلاب، آب‌خیزداری، جاده‌سازی، طراحی تفرجگاه مسائل بهداشتی و فاضلاب شهری و صنعتی و زمینه‌های زیست‌محیطی به‌طور گسترده‌ای مورد استفاده قرار می‌گیرد.

## ضرورت علم آب‌شناسی
هر سال به سطح خشکی‌های کرهٔ زمین حدود ۱۱۰٬۰۰۰ کیلومتر مکعب آب به صورت نزولات جوی فرو می‌ریزد در عوض ۷۰٬۰۰۰ کیلومتر مکعب آن به صورت تبخیر خارج می‌شود. تفاوت این دو رقم ۴۰٬۰۰۰ کیلومتر مکعب است که منابع تجدید شوندهٔ آب را تشکیل می‌دهند. مقدار سرانهٔ آب تجدید شونده در سطح دنیا رقمی حدود ۷٬۴۰۰ متر مکعب در سال برای هر نفر است. اما این مقدار به‌طور یکنواخت تقسیم نشده‌است.
متخصصان آب‌شناسی رقم ۱٬۰۰۰ متر مکعب در سال برای هر نفر را مرز کم‌آبی یک کشور تعیین کرده‌اند. این رقم در مصر ۳۰ در قطر ۴۰ در لیبی ۱۶۰ در عربستان ۱۴۰ متر مکعب در سال برای هر نفر برآورد شده‌است. همگی جز کشورهای کم‌آب محسوب می‌شوند. در ایران این سرانه ۱٬۵۰۰ متر مکعب در سال تخمین زده شده‌است. با این حساب نمی‌توان ایران را یک کشور کم‌آب تلقی کرد. یکی از راه‌های سازگاری با خشکی استفادهٔ بهینه از منابع آب است. باید سعی کرد که تا حد امکان از ریزش‌های جوی، جریان آب‌های سطحی و منابع زیرزمینی به نحو مطلوب استفاده شود و این کار عملی نخواهد بود مگر با شناخت پدیده‌های هیدرولیکی (آب‌شناسانه).